# Teodosio I di Alessandria
Teodosio I (Egitto, ... – Costantinopoli, 22 giugno 567) l'ultimo patriarca di Alessandria riconosciuto sia dalle chiese calcedoniane (cattolica e ortodossa) sia da quelle miafisite (copta).

## Biografia
Nel 535 fu eletto patriarca di Alessandria per volontà dell'imperatrice Teodora, succedendo a Timoteo III (IV). Essendo però monofisita, nel 536 fu costretto alla fuga dagli oppositori e costretto a chiedere aiuto a Teodora. Costei inviò Narsete ad Alessandria d'Egitto per rimettere a capo della cristianità egizia Teodosio ed esiliare il suo rivale Gaiano; alla testa di 6.000 uomini Narsete riuscì in centoquattro giorni a vincere i sostenitori di Gaiano e a restaurare Teodosio sul trono patriarcale. Tuttavia i ribelli non si diedero per vinti e organizzarono una nuova rivolta. Per sedici mesi Narsete rimase ad Alessandria conducendo una guerra civile contro i ribelli e venendo costretto addirittura in un'occasione a incendiare parte della città. Alla fine Teodosio, a causa dei disordini, decise di ritornare a Costantinopoli lasciando Alessandria presumibilmente insieme a Narsete.
Teodosio, essendosi rifiutato di accettare il credo di Calcedonia, venne rimosso dal trono patriarcale e spedito in esilio a Derkos in Tracia; al suo posto venne eletto al soglio patriarcale un monaco calcedoniano, Paolo di Tabennisi; per la prima volta in cinquant'anni il patriarca di Alessandria non era monofisita. Da quest'atto seguì la separazione delle due linee patriarcali, copta ed ortodossa, in modo definitivo, rendendo stabile lo scisma tra le due Chiese.
Teodosio passò gli ultimi ventotto anni della sua vita imprigionato in Alto Egitto come capo della Chiesa Copta; deceduto il 22 giugno 567, la Chiesa Copta elesse come successore Pietro IV.

## Culto
Teodosio è commemorato nel sinassario copto il 28º giorno del Ba'unah (5 luglio).